# Aktionsbündnis gegen AIDS
Das Aktionsbündnis gegen AIDS ist ein Zusammenschluss aus über 107 Nichtregierungsorganisationen der Aids- und Entwicklungszusammenarbeit sowie über 280 Basisgruppen in Deutschland, die in unterschiedlicher Art und Weise an dem Thema HIV/AIDS arbeiten. Ziel ist es, gemeinsam einen Beitrag zur Bewältigung der globalen HIV/AIDS-Pandemie zu leisten. Gegründet wurde das Bündnis in Deutschland 2002 und hat zurzeit drei Mitarbeiter. Das gleichnamige Bündnis in Österreich wurde 2004 gegründet.

## Ziele
Durch den Zusammenschluss soll Fachwissen gebündelt werden. Ein weiteres Ziel ist es, Synergien zu erzielen, die den gemeinsamen Forderungen über die breite Öffentlichkeit hinaus Nachdruck verleihen. Das Aktionsbündnis gegen AIDS fordert vor allem von der Bundesregierung, zusätzliche Mittel für die weltweite AIDS-Prävention und Behandlung bereitzustellen.

## Organisationsstruktur
Das Bündnis ist in 4 Säulen aufgeteilt: Basisgruppen, evangelische und katholische Organisationen und zivilgesellschaftliche Organisationen. Jedes Mitglied ist einer dieser Säulen zugehörig und mit einer Stimme in der jährlichen Vollversammlung vertreten. Zu den Mitgliedern gehören u. a. action medeor, Ärzte ohne Grenzen, Brot für die Welt, Caritas International, German Doctors, Misereor und World Vision Deutschland.

## Mitgliedschaften
Das Bündnis ist Mitglied in bundesweiten, europäischen und globalen Netzwerken, u. a. der internationalen Ecumenical Advocacy Alliance, sowie in der World Aids Campaign.